# Président du Conseil national (Autriche)
Ne doit pas être confondu avec Président du Conseil national (Suisse).
Le président du Conseil national (en allemand : Präsident des Nationalrates ou de manière abrégée Nationalratspräsident) est la fonction consistant à présider le Conseil national, qui forme la chambre basse du pouvoir législatif autrichien. Il est élu pour cinq ans par les députés eux-mêmes à chaque début d'une nouvelle législature et ne peut pas être démis de ses fonctions. Avec le deuxième et troisième président, il forme le præsidium de l'institution.
Il exerce à tour de rôle avec le président du Conseil fédéral, la présidence de l'Assemblée fédérale. Dans l'ordre de préséance autrichien, le président du Conseil national se place après le président fédéral et avant le chancelier.
L'actuel titulaire du poste est Walter Rosenkranz (FPÖ) depuis le 24 octobre 2024. Le deuxième et troisième président sont, respectivement, Peter Haubner (ÖVP) et Doris Bures (SPÖ).

## Élection
Le président ainsi que le deuxième et troisième président sont élus par vote à bulletin secret à la majorité des membres du Conseil national au début d'une nouvelle législature. Si la fonction devient vacante au cours de la législature, une nouvelle élection est alors organisée — comme ce fut le cas pour Doris Bures en septembre 2014,.
Les trois présidents, qui forment le præsidium du Conseil national, restent en fonction même après la dissolution de la chambre jusqu'à la mise en place d'une nouvelle présidence. Cela s'applique également si le président de l'ancienne législature ne s'est pas représenté ou n'a pas été réélu. C'est le cas notamment en 2024 avec le président Wolfgang Sobotka, qui ne se représente pas aux élections législatives de 2024 et continue à assurer la présidence jusqu’à l'élection de son successeur, Walter Rosenkranz.
Dès la Première République, la pratique parlementaire — ou coutume — établie selon laquelle le parti ayant le plus de sièges au Conseil national nomme le président du Conseil national, le deuxième parti le plus fort le deuxième président et le troisième parti le troisième président,. En revanche, sous la Deuxième République, le troisième président provient pendant quelques décennies généralement aussi des rangs du parti ayant le plus de sièges au Conseil, et ce n'est que dans le courant des années 1980 que la nomination par la troisième force la plus forte est redevenue une pratique courante.

## Rôle

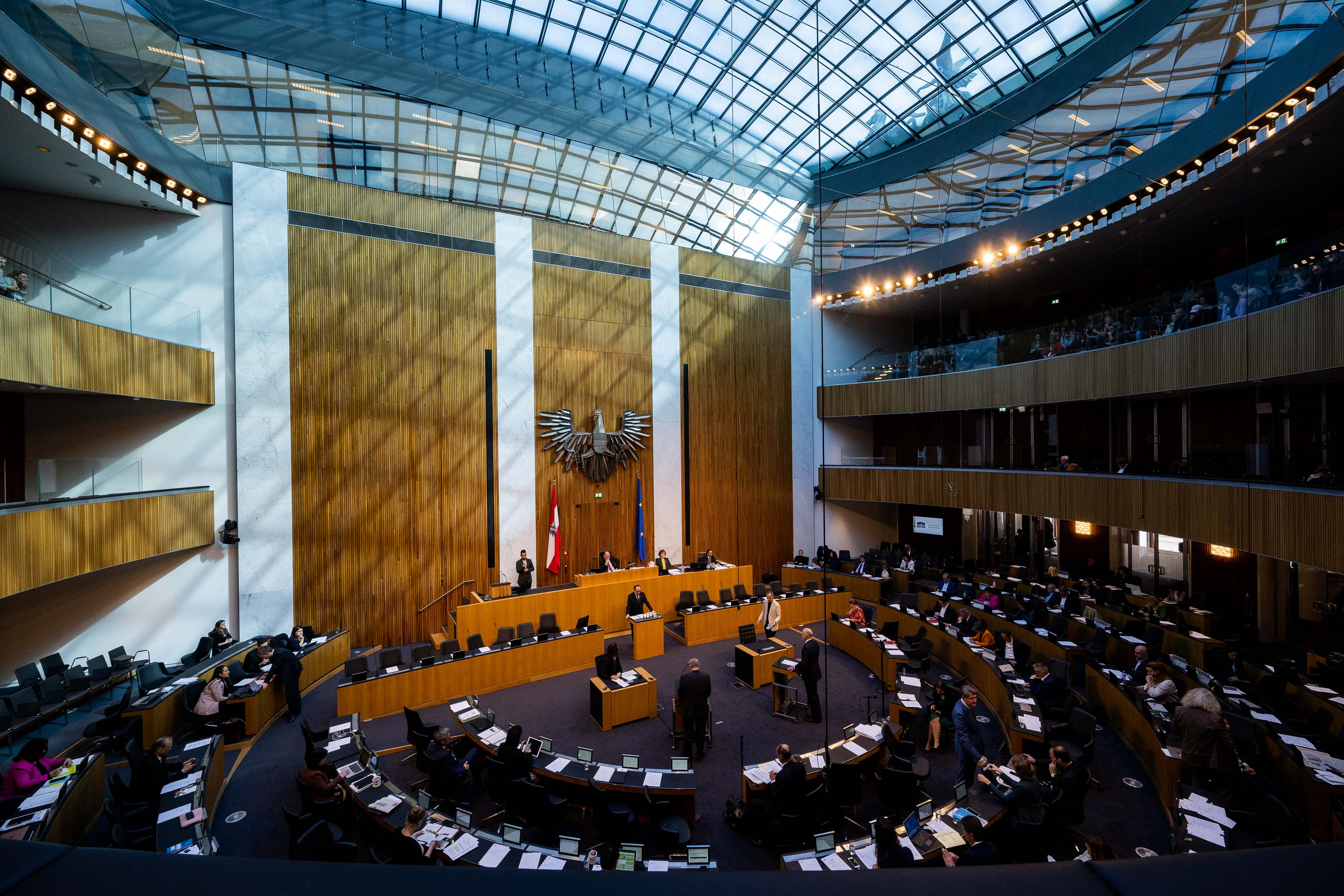
Hémicycle du Conseil national.

La fonction du président et de ses adjoints est régie par la loi fédérale sur le règlement intérieur du Conseil national (Bundesgesetz über die Geschäftsordnung des Nationalrates). 
Le président a pour principale fonction de diriger les travaux du Conseil national et, en accord avec le deuxième et troisième président, il prépare les prévisions budgétaires du Conseil national. Il représente le Conseil national à l'extérieur et est chargé de veiller au respect de la dignité et des droits du Conseil national. Il convoque les réunions de la chambre et les préside, en pratique en alternance avec le deuxième et troisième président. Il est garant du règlement intérieur et veille à son respect — en particulier le maintien de l'ordre au sein de l'hémicycle. Il exerce son droit de résidence dans le bâtiment du Parlement et dispose de pouvoirs personnels sur la direction du Parlement, tels que la nomination du personnel de l'institution. Enfin, il préside l'Assemblée fédérale en alternance avec le président du Conseil fédéral.
Dans l'ordre de préséance, le président du Conseil national est le deuxième personnage de l'État autrichien en se plaçant après le président fédéral et avant le chancelier,.
Les trois présidents du Conseil national et les présidents des groupes parlementaires forment la « Conférence des présidents » (Präsidialkonferenz), un organe consultatif chargé des travaux parlementaires du Conseil national, tels que l'ordre du jour ou les dates des réunions.
Le præsidium du Conseil national (Präsidium des Nationalrats), en tant qu'organe collégial, assure l'intérim du président fédéral en cas de suspension prolongée ou définitive de ce dernier, par exemple en raison d'un décès, d'une démission ou d'une destitution. Cela doit permettre de garantir la continuité des tâches de supervision envers le gouvernement et ne pas perdre le contrôle des autres tâches incombant au président fédéral. Ce cas de figure a déjà eu lieu en 2004 lors de la mort de Thomas Klestil, à deux jours du terme de son mandat. Il a de nouveau eu lieu en 2016 à la suite de la fin du mandat du président Heinz Fischer et de l'absence d'élection de son successeur du fait de l'annulation du second tour de l'élection présidentielle de la même année.

## Fin de la fonction

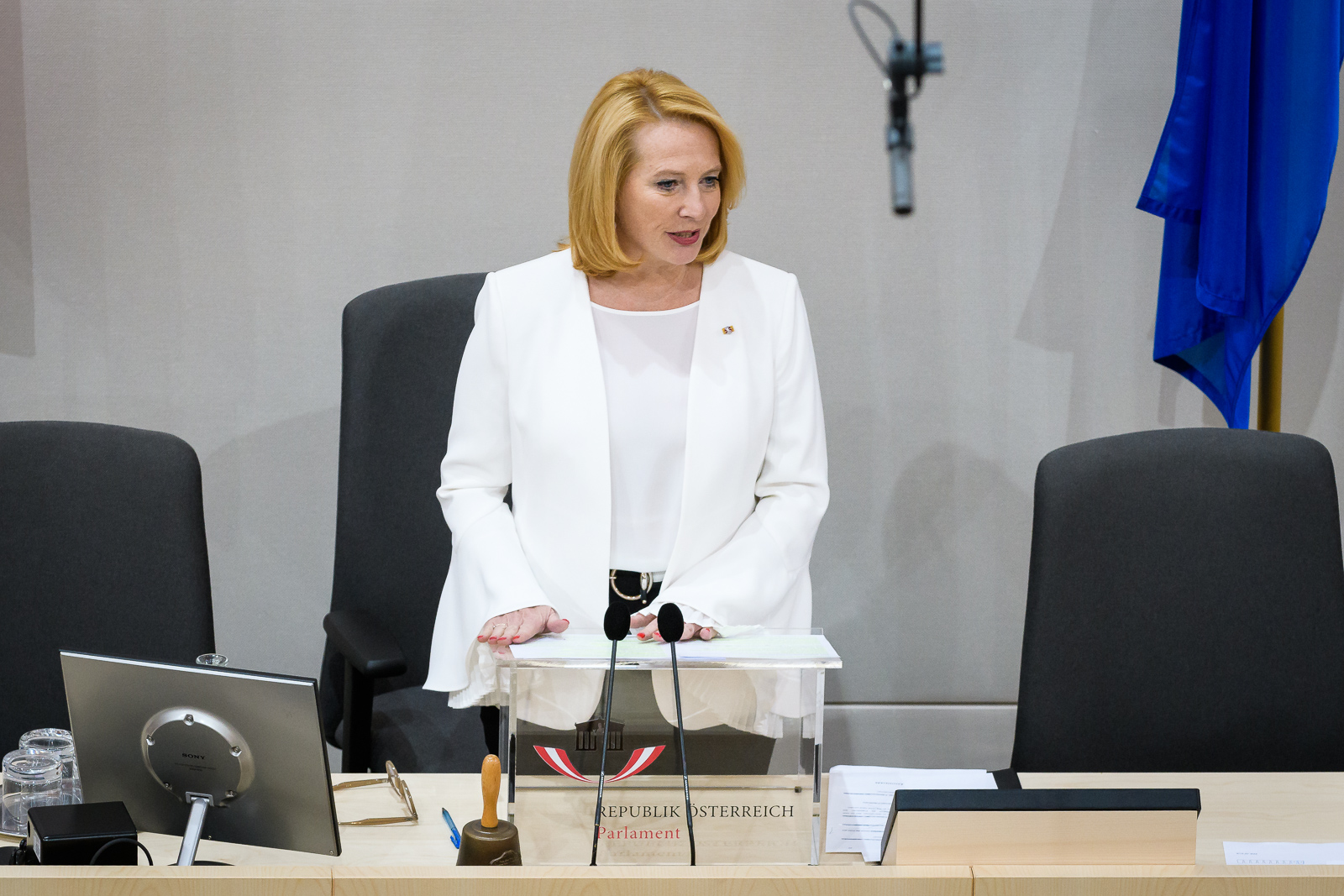
La troisième présidente, Doris Bures.

En vertu du règlement intérieur, la fonction de président prend fin automatiquement avec l'élection du successeur au cours de la législature suivante. Il ne peut y être mis fin prématurément que par la démission du président lui-même ou par son décès. En revanche, il ne peut pas être démis de ses fonctions, et même le président fédéral ne peut ni le destituer, ni le poursuivre devant la Cour constitutionnelle.
Lors de la crise politique de mars 1933, les trois présidents démissionnent lors d'une séance mouvementée. Le chancelier Engelbert Dollfuss qualifie l'absence de présidence du Conseil national d'« auto-exclusion du Parlement (de) » (Selbstausschaltung des Parlaments) et fait en sorte que le Conseil national ne puisse pas se réunir à nouveau. En 1975, l'article 6 à ses paragraphes 2 à 4 de la Loi sur le règlement intérieur du Conseil national introduit la règle selon laquelle, dans un tel cas, le député le plus âgé est tenu d'agir de sa propre initiative, sans y être invité, de convoquer le Conseil national et de procéder à une élection anticipée de la présidence du Conseil,.
La présidente du Conseil national, Barbara Prammer du SPÖ, tente en mai 2009 puis en mai 2012 de modifier le règlement intérieur afin de permettre une destitution d'un président à la majorité des deux tiers, à la suite d'affaires et de déclarations polémiques concernant le troisième président, Martin Graf du FPÖ. En juin 2012, Les Verts proposent également une modification dans ce sens pour ces mêmes raisons, cependant cette modification reste bloquée par l'opposition de l'ÖVP,,.
Après que l'ancienne présidente du Conseil national, Barbara Prammer, ait dû être hospitalisée pour une longue période début juillet 2014 en raison de complications liées à son cancer, elle transmet provisoirement son mandat au deuxième président, Karlheinz Kopf, le 1er juillet. Après le décès de Prammer le 2 août 2014, le poste de président du Conseil national est resté vacant jusqu'au 2 septembre 2014.

## Liste des présidents
| N°                                | Portrait                        | Titulaire (Naissance-mort)        | Mandat                          | Mandat                          | Mandat                          | Parti politique                 | Parti politique                 | Législature                     |
| N°                                | Portrait                        | Titulaire (Naissance-mort)        | Début                           | Fin                             | Durée                           | Parti politique                 | Parti politique                 | Législature                     |
| Première République (1919-1934)   | Première République (1919-1934) | Première République (1919-1934)   | Première République (1919-1934) | Première République (1919-1934) | Première République (1919-1934) | Première République (1919-1934) | Première République (1919-1934) | Première République (1919-1934) |
| --------------------------------- | ------------------------------- | --------------------------------- | ------------------------------- | ------------------------------- | ------------------------------- | ------------------------------- | ------------------------------- | ------------------------------- |
| 1                                 | Richard Weiskirchner            | Richard Weiskirchner (1861-1926)  | 10 novembre 1920                | 19 novembre 1923                | 3 ans et 9 jours                |                                 | CS                              | Ire                             |
| 2                                 | Wilhelm Miklas                  | Wilhelm Miklas (1872-1956)        | 20 novembre 1923                | 6 décembre 1928                 | 5 ans et 16 jours               |                                 | CS                              | IIe, IIIe                       |
| 3                                 | Alfred Gürtler                  | Alfred Gürtler (1875-1933)        | 13 décembre 1928                | 1er octobre 1930                | 1 an, 9 mois et 18 jours        |                                 | CS                              | IIIe                            |
| 4                                 | Matthias Eldersch               | Matthias Eldersch (1869-1931)     | 4 décembre 1930                 | 20 avril 1931                   | 4 mois et 16 jours              |                                 | SDAP                            | IVe                             |
| 5                                 | Karl Renner                     | Karl Renner (1870-1950)           | 29 avril 1931                   | 4 mars 1933                     | 1 an, 10 mois et 3 jours        |                                 | SDAP SPÖ                        | IVe                             |
| Deuxième République (depuis 1945) |                                 |                                   |                                 |                                 |                                 |                                 |                                 |                                 |
| 6                                 | Leopold Kunschak                | Leopold Kunschak (1871-1953)      | 19 décembre 1945                | 13 mars 1953                    | 7 ans, 2 mois et 22 jours       |                                 | ÖVP                             | Ve, VIe                         |
| 7                                 | Felix Hurdes                    | Felix Hurdes (1901-1974)          | 18 mars 1953                    | 8 juin 1959                     | 3 ans, 2 mois et 21 jours       |                                 | ÖVP                             | VIIe, VIIIe                     |
| 8                                 | Leopold Figl                    | Leopold Figl (1902-1965)          | 9 juin 1959                     | 5 février 1962                  | 2 ans, 7 mois et 27 jours       |                                 | ÖVP                             | IXe                             |
| 9                                 | Alfred Maleta                   | Alfred Maleta (1906-1990)         | 14 février 1962                 | 30 mars 1970                    | 8 ans, 1 mois et 16 jours       |                                 | ÖVP                             | IXe, Xe, XIe                    |
| 10                                | Karl Waldbrunner                | Karl Waldbrunner (1906-1980)      | 31 mars 1970                    | 24 juin 1970                    | 2 mois et 24 jours              |                                 | SPÖ                             | XIIe                            |
| 10                                | Karl Waldbrunner                | Karl Waldbrunner (1906-1980)      | 20 octobre 1970                 | 3 novembre 1971                 | 1 an et 14 jours                |                                 | SPÖ                             | XIIe                            |
| 11                                | Anton Benya                     | Anton Benya (1912-2001)           | 3 novembre 1971                 | 16 décembre 1986                | 15 ans, 1 mois et 13 jours      |                                 | SPÖ                             | XIIIe, XIVe, XVe, XVIe          |
| 12                                | Leopold Gratz                   | Leopold Gratz (1929-2006)         | 17 décembre 1986                | 23 février 1989                 | 2 ans, 2 mois et 6 jours        |                                 | SPÖ                             | XVIIe                           |
| 13                                | Rudolf Pöder                    | Rudolf Pöder (1925-2013)          | 28 février 1989                 | 4 novembre 1990                 | 1 an, 8 mois et 7 jours         |                                 | SPÖ                             | XVIIe                           |
| 14                                | Heinz Fischer                   | Heinz Fischer (né en 1938)        | 5 novembre 1990                 | 19 décembre 2002                | 12 ans, 1 mois et 14 jours      |                                 | SPÖ                             | XVIIIe, XIXe, XXe, XXIe         |
| 15                                | Andreas Khol                    | Andreas Khol (né en 1941)         | 20 décembre 2002                | 29 octobre 2006                 | 3 ans, 10 mois et 9 jours       |                                 | ÖVP                             | XXIIe                           |
| 16                                | Barbara Prammer                 | Barbara Prammer (1954-2014)       | 30 octobre 2006                 | 2 août 2014 (morte en fonction) | 7 ans, 9 mois et 3 jours        |                                 | SPÖ                             | XXIIIe, XXIV, XXVe              |
| 17                                | Doris Bures                     | Doris Bures (née en 1962)         | 2 septembre 2014                | 8 novembre 2017                 | 3 ans, 1 mois et 6 jours        |                                 | SPÖ                             | XXVe                            |
| 18                                | Elisabeth Köstinger             | Elisabeth Köstinger (née en 1978) | 9 novembre 2017                 | 17 décembre 2017                | 1 mois et 8 jours               |                                 | ÖVP                             | XXVIe                           |
| 19                                | Wolfgang Sobotka                | Wolfgang Sobotka (né en 1956)     | 20 décembre 2017                | 23 octobre 2024                 | 6 ans, 10 mois et 3 jours       |                                 | ÖVP                             | XXVIe, XXVIIe                   |
| 20                                | Walter Rosenkranz               | Walter Rosenkranz (né en 1962)    | 24 octobre 2024                 | en cours                        | 6 mois et 11 jours              |                                 | FPÖ                             | XXVIIIe                         |

## Liste des deuxièmes et troisièmes présidents
| Titulaire                         | Début                           | Fin                             | Parti                           | Parti                           |
| Première République (1919-1934)   | Première République (1919-1934) | Première République (1919-1934) | Première République (1919-1934) | Première République (1919-1934) |
| --------------------------------- | ------------------------------- | ------------------------------- | ------------------------------- | ------------------------------- |
| Matthias Eldersch                 | 10 novembre 1920                | 14 décembre 1920                |                                 | SDAP                            |
| Karl Seitz                        | 15 décembre 1920                | 19 novembre 1923                |                                 | SDAP                            |
| Matthias Eldersch                 | 20 novembre 1923                | 1er octobre 1930                |                                 | SDAP                            |
| Matthias Eldersch                 | 2 décembre 1930                 | 4 décembre 1930                 |                                 | SDAP                            |
| Rudolf Ramek                      | 4 décembre 1930                 | 4 mars 1933                     |                                 | CS                              |
| Deuxième République (depuis 1945) |                                 |                                 |                                 |                                 |
| Johann Böhm                       | 19 décembre 1945                | 13 mai 1959                     |                                 | SPÖ                             |
| Franz Olah                        | 9 juin 1959                     | 26 octobre 1961                 |                                 | SPÖ                             |
| Friedrich Hillegeist              | 15 novembre 1961                | 13 décembre 1962                |                                 | SPÖ                             |
| Karl Waldbrunner                  | 14 décembre 1962                | 30 mars 1970                    |                                 | SPÖ                             |
| Alfred Maleta                     | 31 mars 1970                    | 3 novembre 1975                 |                                 | ÖVP                             |
| Roland Minkowitsch                | 4 novembre 1975                 | 22 janvier 1986                 |                                 | ÖVP                             |
| Marga Hubinek                     | 19 février 1986                 | 4 novembre 1990                 |                                 | ÖVP                             |
| Robert Lichal                     | 5 novembre 1990                 | 6 novembre 1994                 |                                 | ÖVP                             |
| Heinrich Neisser                  | 7 novembre 1994                 | 28 octobre 1999                 |                                 | ÖVP                             |
| Thomas Prinzhorn                  | 28 octobre 1999                 | 19 décembre 2002                |                                 | FPÖ                             |
| Heinz Fischer                     | 20 décembre 2002                | 16 juin 2004                    |                                 | SPÖ                             |
| Barbara Prammer                   | 16 juin 2004                    | 29 octobre 2006                 |                                 | SPÖ                             |
| Michael Spindelegger              | 30 octobre 2006                 | 2 décembre 2008                 |                                 | ÖVP                             |
| Fritz Neugebauer                  | 3 décembre 2008                 | 28 octobre 2013                 |                                 | ÖVP                             |
| Karlheinz Kopf                    | 29 octobre 2013                 | 8 novembre 2017                 |                                 | ÖVP                             |
| Doris Bures                       | 9 novembre 2017                 | 23 octobre 2024                 |                                 | SPÖ                             |
| Peter Haubner                     | 24 octobre 2024                 | en cours                        |                                 | ÖVP                             |

| Titulaire                         | Début                           | Fin                             | Parti                           | Parti                           |
| Première République (1919-1934)   | Première République (1919-1934) | Première République (1919-1934) | Première République (1919-1934) | Première République (1919-1934) |
| --------------------------------- | ------------------------------- | ------------------------------- | ------------------------------- | ------------------------------- |
| Franz Dinghofer                   | 10 novembre 1920                | 20 octobre 1926                 |                                 | GDVP                            |
| Leopold Waber                     | 27 octobre 1926                 | 1er octobre 1930                |                                 | GDVP                            |
| Sepp Straffner                    | 4 décembre 1930                 | 27 octobre 1931                 |                                 | GDVP                            |
| Stephan Tauschitz                 | 27 octobre 1931                 | 20 octobre 1932                 |                                 | LBd                             |
| Sepp Straffner                    | 21 octobre 1932                 | 4 mars 1933                     |                                 | GDVP                            |
| Deuxième République (depuis 1945) |                                 |                                 |                                 |                                 |
| Alfons Gorbach                    | 19 décembre 1945                | 17 mars 1953                    |                                 | ÖVP                             |
| Karl Hartleb                      | 18 mars 1953                    | 7 juin 1956                     |                                 | VDU                             |
| Alfons Gorbach                    | 8 juin 1956                     | 11 avril 1961                   |                                 | ÖVP                             |
| Alfred Maleta                     | 19 avril 1961                   | 14 février 1962                 |                                 | ÖVP                             |
| Josef Wallner                     | 14 février 1962                 | 30 mars 1970                    |                                 | ÖVP                             |
| Otto Probst                       | 30 mars 1970                    | 22 décembre 1978                |                                 | SPÖ                             |
| Herbert Pansi                     | 24 janvier 1979                 | 4 juin 1979                     |                                 | SPÖ                             |
| Rudolf Thalhmmer                  | 5 juin 1979                     | 18 mai 1983                     |                                 | SPÖ                             |
| Gerulf Stix                       | 19 mai 1983                     | 14 mars 1990                    |                                 | FPÖ                             |
| Siegfried Dillersberger           | 15 mars 1990                    | 4 novembre 1990                 |                                 | FPÖ                             |
| Heide Schmidt                     | 5 novembre 1990                 | 6 novembre 1994                 |                                 | FPÖ                             |
| Herbert Haupt                     | 7 novembre 1994                 | 14 janvier 1996                 |                                 | FPÖ                             |
| Wilhelm Brauneder                 | 15 janvier 1996                 | 28 octobre 1999                 |                                 | FPÖ                             |
| Andreas Khol                      | 28 octobre 1999                 | 8 février 2000                  |                                 | ÖVP                             |
| Werner Fasslabend                 | 8 février 2000                  | 19 décembre 2002                |                                 | ÖVP                             |
| Thomas Prinzhorn                  | 20 décembre 2002                | 29 octobre 2006                 |                                 | FPÖ                             |
| Eva Glawischnig-Piesczek          | 30 octobre 2006                 | 27 octobre 2008                 |                                 | GRÜNE                           |
| Martin Graf                       | 28 octobre 2008                 | 28 octobre 2013                 |                                 | FPÖ                             |
| Norbert Hofer                     | 29 octobre 2013                 | 18 décembre 2017                |                                 | FPÖ                             |
| Anneliese Kitzmüller              | 20 décembre 2017                | 22 octobre 2019                 |                                 | FPÖ                             |
| Norbert Hofer                     | 23 octobre 2019                 | 23 octobre 2024                 |                                 | FPÖ                             |
| Doris Bures                       | 24 octobre 2024                 | en cours                        |                                 | SPÖ                             |

### Articles de presse
- (de) Georg Renner, « Die unheimliche Macht des Nationalratspräsidenten », Datum,‎ mai 2024, p. 39 (lire en ligne, consulté le 15 avril 2025).
- (de) Jürgen Klatzer et Sandra Schober, « Tradition wird auf Probe gestellt », ORF,‎ 5 octobre 2024 (lire en ligne, consulté le 15 avril 2025), historique des élections du président du Conseil national depuis 1945.